# 克略科查山 (欽奇瓦西-科爾卡班巴)
12°28′25″S 74°35′31″W / 12.47361°S 74.59194°W
克略科查山（Quello Cocha），是秘魯的山峰，位於該國中南部萬卡韋利卡大區，由欽奇瓦西區和科爾卡班巴區負責管轄，屬於安地斯山脈的一部分，海拔高度4,400米。